# Escaphiella hesperoides
Espèce
Escaphiella hesperoides est une espèce d'araignées aranéomorphes de la famille des Oonopidae.

## Distribution
Cette espèce est endémique du Brésil. Elle se rencontre dans les États du Pará et d'Espírito Santo.

## Description
Le mâle holotype mesure 1,94 mm et la femelle paratype 2,40 mm.

## Publication originale
- Platnick & Dupérré, 2009 : The American goblin spiders of the new genus Escaphiella (Araneae, Oonopidae). Bulletin of the American Museum of Natural History, no 328, p. 1-151 (texte intégral).